# Ostermundigen
Ostermundigen (toponimo tedesco) è un comune svizzero di 17 546 abitanti del Canton Berna, nella regione di Berna-Altipiano svizzero (circondario di Berna-Altipiano svizzero, del quale è il capoluogo); ha lo status di città.

## Storia
Tra il 1834 e il 1983 Ostermundigen fu aggregato al comune di Bolligen.

## Monumenti e luoghi d'interesse

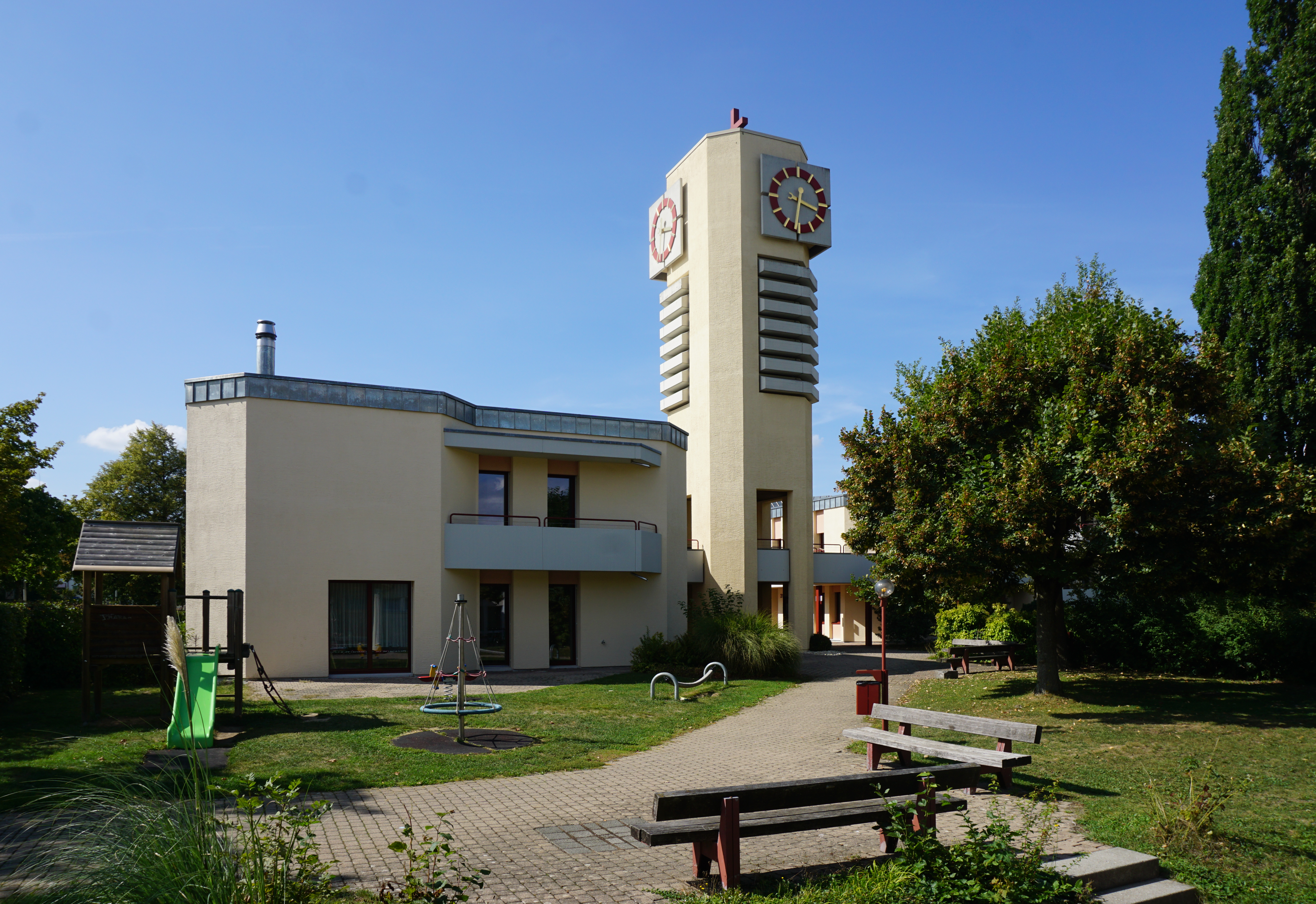
La nuova chiesa cattolica del Buon Pastore

- Vecchia chiesa cattolica del Buon Pastore (Erste Guthirt-Kirche), eretta nel 1937[1];
- Nuova chiesa cattolica del Buon Pastore (Guthirt), eretta nel 1985[senza fonte];
- Chiesa riformata, eretta nel 1940[1].

## Società

### Evoluzione demografica
L'evoluzione demografica è riportata nella seguente tabella:
Abitanti censiti

## Geografia antropica

### Quartieri
- Dennigkofen
- Mösli
- Oberfeld
- Rothus
- Rüti

## Infrastrutture e trasporti

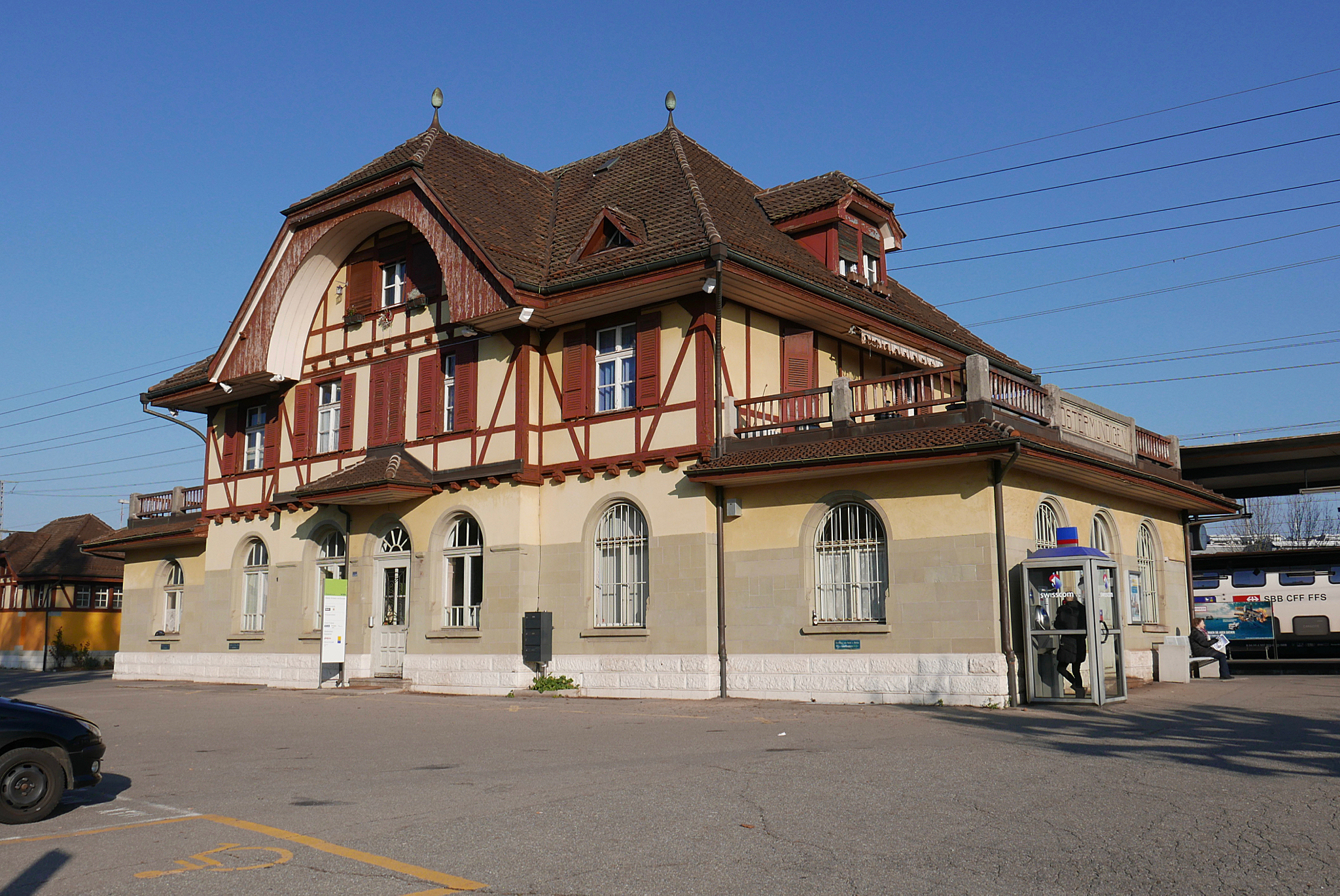
La stazione di Ostermundigen

Ostermundigen è servita dall'omonima stazione sulle ferrovie Berna-Thun e Berna-Soletta.

## Amministrazione
Ogni famiglia originaria del luogo fa parte del cosiddetto comune patriziale e ha la responsabilità della manutenzione di ogni bene ricadente all'interno dei confini del comune.